# Stig Håkansson
Pour les articles homonymes, voir Håkansson.
Stig Håkansson (né le 19 octobre 1918 et mort en 2000) est un athlète suédois spécialiste du sprint et du saut en longueur. Ses clubs successifs sont l'IF Sleipner et l'IF Göta.

## Biographie

### Palmarès
| Date | Compétition           | Lieu | Résultat | Épreuve        | Performance |
| ---- | --------------------- | ---- | -------- | -------------- | ----------- |
| 1946 | Championnats d'Europe | Oslo | 5e       | 100 mètres     | 10 s 9      |
| 1946 | Championnats d'Europe | Oslo | 5e       | Longueur       | 6,97 m      |
| 1946 | Championnats d'Europe | Oslo | 1er      | 4 × 100 mètres | 41 s 5      |

### Records
| Épreuve          | Performance | Lieu     | Date              |
| ---------------- | ----------- | -------- | ----------------- |
| 100 mètres       | 10 s 6      | Karlstad | 1er octobre 1944  |
| 200 mètres       | 21 s 9      | Göteborg | 17 septembre 1944 |
| Saut en longueur | 7,50 m      | Sigtuna  | 8 octobre 1944    |